# الفن البوذي في اليابان

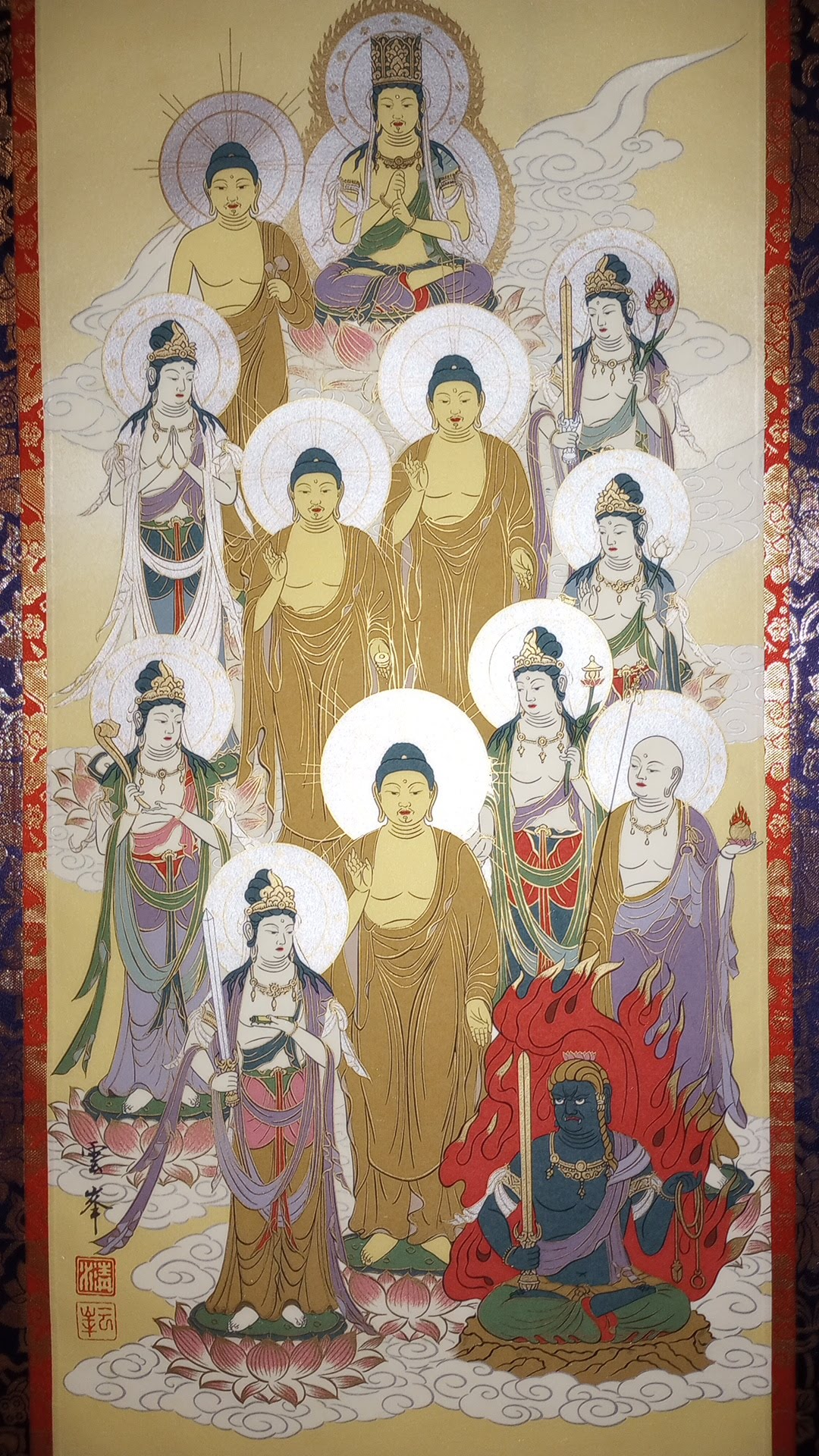
مخطوطة معلقة (كاكيجيكو) لـ "البوذا الثلاثة عشر" (جوسانبوتسو)، اليابان، العصر الحديث

لعبت البوذية دورًا هامًا في تطور الفن الياباني بين القرن السادس والقرن السادس عشر. وصل الفن البوذي والفكر البوذي الديني إلى اليابان من الصين عبر كوريا. شجع ولي العهد شوتوكو الفن البوذي أثناء فترة حكم الإمبراطورة سويكو في القرن السادس، وشجع عليه الإمبراطور شومو في فترة نارا في القرن الثامن. في أوائل حقبة الهييان، أثر الفن البوذي والعمارة البوذية بشكل عام على فنون شينتو التقليدية، وأصبحت الفنون البوذية عصرية بين اليابانيين الأثرياء. شهدت حقبة كاماكورا ازدهارًا في نحت التماثيل البوذية اليابانية التي ترجع أصولها إلى أعمال النحات جوشو في حقبة هييان. يُعتبر ما قدمته طائفة الأميدا البوذية أساسًا لكثير من الأعمال الفنية. أصبح الفن البوذي شائعًا بين الجماهير عبر اللوحات الحلزونية وهي لوحات تُستخدم في العبادة أو تصور بوذا وحيوات القديسين ودركات الجحيم وغيرها من السمات الدينية. وفي طائفة زن البوذية، أصبحت رسم البورتريه للقديسين مثل بودهيدهارما أمرًا مشهورًا بالإضافة إلى الخط الحلزوني والتلوين بحبر سومي-إي.

## فترة أسوكا
هناك جدل حول تاريخ فترة أسوكا، لكن من المتفق عليه أن الفترة تتراوح من القرن السادس حتى القرن الثامن ميلاديًا. تتميز هذه الفترة بالتأكيد على العلاقات السياسية والثقافية مع كوريا. شهدت فترة أسوكا (552- 645) نموًا تدريجيًا للتأثير الفني والديني الذي أثرت به كوريا والصين على الحضارة اليابانية. عرفت اليابان النصوص البوذية وأدوات العبادة والأيقونية من خلال الإمبراطور كيمي في 538 أو 552 ميلاديًا. لكن من المحتمل أنها عرفته من قبل بصورة عرضية. أصبحت البوذية هي الدين الرسمي للدولة في هذه الفترة. تتميز فترة الأسوكا بتأسيس الأشكال الفردية والعامة من الفن البوذي. خصوصًا أن أثناء هذه الفترة بدأ تصوير بوذا عبر أيقونات أساسية مثل اللوتس والشعر الملتف والعين الثالثة والمدرا والماندورال. تُظهر تماثيل هذه الفترة مثل كل التماثيل التي تبعتها، تأثير الفن القاري. اتبع توري بوشي، حفيد مهاجر صيني، أسلوب نحت وي الشمالية وأسس ما أصبح معروفًا بمدرسة توري للنحت. من الأمثلة البارزة على أعمال توري ثلاثية ساكياموني (أو ثلاثية شاكا) وهي الأيقونات الرئيسية للصالة الذهبية لمعبد هوريو- جي وكانون (إلهة) بودساف في صالة يوميدونو بنفس المعبد، التي تُعرف أيضًا بكانون غوز. عندما بُني هوريو- جي أولًا في بداية القرن السابع كمعبد خاص لولي العهد شوتوكو، كان يتكون من 41 مبنىً منفصلًا. أهمها صالة العبادة الرئيسية أو كوندو (الصالة الذهبية)، وغوجو- نو-تو (باغودا ذات الطوابق الخمس)، وهما قائمتان في مركز منطقة مفتوحة محاطة بدير مسقوف. داخل الكوندو، على ساحة مستطيلة كبيرة، يوجد بعض من أهم التماثيل في هذه الفترة مثل ثلاثية ساكياموني. في هذه الثلاثية، يقف بوذا في المركز ويرافقه اثنان، بهايساجياغورو على يمينه وأميتابها على يساره. يرجع تاريخ هذه التماثيل إلى عام 623. يتميز أسلوب نحت هذه التماثيل بأن الشخص يظهر ثنائي الأبعاد ويتميز بتكرار تصوير القماش الذي تقف الثلاثية عليه، بصورة أشبه بالنمطية. يُعتبر هذا الطراز نموذجيًا في التعبير عن حقبة أسوكا. من الأعمال البارزة: ثلاثية شاكا وثلاثية ياكوشي وكانون وتاماموشي شرين.

## فترة نارا
يُعتقد أن تاريخ فترة نارا يرجع إلى ما يقرب من 710- 784. تتميز بداية هذه الفترة بتغيير موقع عاصمة اليابان إلى نارا. وأصبح المجتمع الياباني متخذًا بنية هرمية أكثر في هذه الفترة فأصبحت كل القوة في يد الإمبراطور. بالإضافة إلى ذلك، كان هناك دمج بين البوذية والدولة مما أدى إلى التكليف ببناء مجمعات معابد تضم آثارًا مثل بوغادا. ومن ناحية النحت، تميزت هذه الفترة باستخدام تقنية الورنيش الجاف المجوف، يُظن أن هذه التقنية كانت تُستخدم كمحاولة لتقليل استخدام البرونز. وبدلًا من مجرد تمثيل بوذا وبودساف، عادت الإلهات وشخصيات الملاك الحارس إلى الظهور بسمة فردية معبرة. شهدت حقبة نارا المبكرة بداية الاتجاه نحو الأسلوب الطبيعي القادم من الصين. تُظهر ثلاثية ياكوشي بوذا المعالج رئيسًا للأرض الشرقية النقية ويصاحبه اثنان من البودساف نيكو وغاكو. يظهر تأثير الصين وآسيا الوسطى على الثلاثية الموجودة في معبد ياكوشيجي (القرن السابع في حقبة نارا)، في الرسم التشريحي والطبيعية والأقمشة الواقعية. وكان الأسلوب المعروف أيضًا بالهومبا- شيكي طريقة جديدة لاستعادة رسم الأقمشة اللينة بصورة أكثر صلابة وبدانة. ازدهرت هذه التقنية فيما بعد أثناء حقبة هييان. تميزت نهاية حقبة نارا بتحول في أسلوب النحت. ومن ناحية التلوين، كانت أعمال بوذا تحاكي أسلوب تانغ الصيني، الذي تميز بشخصيات طويلة ومدورة وتميز التلوين فيه بضربات الفرشاة العريضة.
كان بناء المعابد مركزًا على تودائي- جي في نارا، إذ أنه بُني كمقر لشبكة من المعابد يقع كلٌ منها في مقاطعة، يُعد التودائي جي أكبر مجمع بناء ديني نُصب في القرون الأولى من العبادة البوذية في اليابان. أُكمل تمثال بوذا عام 752 بارتفاع يبلغ 16.2 م (53 قدم)، وهو محفوظ بطريقة مناسبة في صالة بوذا الرئيسية أو دايبوتسودن. تمثال بوذا ذاك هو روشانا ببوذا، الشخصية التي تمثل جوهر البوذية، تمامًا كما تمثل التودائي جي مركز البوذية المدعومة من الإمبراطورية وانتشارها في أنحاء اليابان. نجت قطع صغيرة فقط من التمثال الأصلي، وأُعيد بناء الصالة الحالية وتمثال بوذا المركزي خلال فترة الإيدو. تحت نظام الريتسوريو التابع لحكومة نارا، كانت البوذية تخضع لتنظيم شديد من الدولة من خلال السوجو (مكتب شئون الكهنة). أثناء ذلك، عمل التودائي-جي كمعبد مركزي إداري لمعابد المقاطعة للمدارس البوذية الستة في اليابان في ذلك الوقت. من الكلمات المفتاحية: مجمع معابد التودائي مع تمثال بوذا العظيم وصالة بوذا العظيم ومعبد كوفوكو.

## فترة هييان
يُعتقد أن تاريخ فترة هييان يرجع إلى 794- 1184 م. في عام 784، انتقل الإمبراطور كانمو إلى العاصمة هييان- كيو (كيوتو) بعد أن شعر بالتهديد من تصاعد القوى العلمانية للمؤسسات البوذية في نارا. وظلت هذه هي عاصمة الإمبراطورية حتى 1000 سنة لاحقة. يشير مصطلح فترة هييان إلى السنوات بين 794 و1185، عندما تأسست كاماكورا شوغونات في نهاية حرب غنبي. تنقسم هذه الفترة إلى حقبة هييان المبكرة وحقبة هييان المتأخرة، أو حقبة فوجيوارا، بتاريخ هام يرجع إلى 894. في عام 894، أُوقفت السفارات الصينية رسميًا. وتتميز هذه الفترة بالإضافة إلى ذلك بالعدول عن النماذج الفنية الصينية وتطور فن خاص بالقضايا اليابانية. دعمت لجان نبيلة هذا الفن. لكن حدثت تغيرات اجتماعية وسياسية كبيرة أثناء فترة هييان ولمن الضروري أن يُنظر في الفن البوذي في هذا السياق.
مرت البوذية بتغيرات عدة إذ انتشر نوع جديد من البوذية بين الناس وهو الأميدية. كان هذا الفرع الجديد ينص على أن حلول النيرفانا ودخول الأرض النقية يمكن أن يحدثا عبر تفاعل ما قبل الموت والاستحقاق. ووُجد أن هناك حاجة إلى التركيز على إنشاء مكان مناسب للعبادة. كان يُعتقد أن إنشاء هذه الأماكن والتكليفات سيؤدي إلى مزيد من الكارما. وكانت الماندالا من الأعمال المُكلف بها، خريطة طرق من نوع ما إلى الكون. كانت الماندالا تأتي في صورتين، واحدة لاستحضار العالم المشهود وأخرى لاستحضار عالم الرحم. وكانت من الممارسات الشائعة ممارسة التأمل قبل الماندالا واستخدامها كأدوات دينية.